# ピランゴー通り駅
座標: 北緯47度30分04秒 東経19度07分12秒 / 北緯47.5011度 東経19.12度
ピランゴー通り駅（-どおりえき、洪：Pillangó utca、ピランゴー・ウッツァ）とはハンガリー共和国ブダペスト市に位置するブダペスト地下鉄2号線の駅である。

## 駅構造
- 相対式ホーム2面2線を有す地上駅。

## 歴史
- 1970年4月2日 - 開業。

## 隣の駅
ブダペスト地下鉄
■2号線
スタジアム駅 - ピランゴー通駅 - ウルシ・ヴェゼール広場駅